# Kamianki Lackie
Kamianki Lackie – wieś w Polsce położona w województwie mazowieckim, w powiecie siedleckim, w gminie Przesmyki. Ma status sołectwa.
Zaścianek szlachecki Lacka należący do okolicy zaściankowej Kamianka położony był w drugiej połowie XVII wieku w ziemi drohickiej województwa podlaskiego. 
W miejscowości działa założona w 1957 roku jednostka ochotniczej straży pożarnej. Jednostka posiada lekki samochód gaśniczy GLBA 0,8/10/1 Mercedes. 
| SIMC    | Nazwa        | Rodzaj    |
| ------- | ------------ | --------- |
| 0684487 | Dworszczyzna | część wsi |

W latach 1954–1959 wieś należała i była siedzibą władz gromady Kamianki Lackie, po jej zniesieniu w gromadzie Przesmyki. W latach 1975–1998 miejscowość administracyjnie należała do województwa siedleckiego.